# گوستاو موتس
گوستاو موتس (آلمانی: Gustav Moths; ۲۱ سپتامبر ۱۸۷۷ – نامشخص) قایقران روئینگ اهل آلمان بود.